# تينسنت
شركة تينسنت القابضة المحدودة (بالإنجليزية: Tencent Holdings Limited, 腾讯控股有限公司)‏ هي شركة صينية متخصصة في مجال الإنترنت والألعاب، تأسَّست عام 1998 ويَقع مَقَرها في شينزين، غوانغدونغ. وتسوق الشَّرِكَاتِ التابعة لها عالميًا مختلفِ الخدمات والمُنتجات المتعلّقة بالإنترنت في مجال الترفيه والذكاء الاصطناعي وغيرها من التقنيّات.
تُعد أكبر بائع لألعاب الفِيديُو فِي الْعَالم،  وهي واحدة من أكثر الشَّرِكَاتِ قيمة من الناحية الماليَّة. وإحدى أكبر وسائل التواصل الاجتماعيّ،  تشمل خدماتها الشبكات الاجتماعيَّة والمُوسيقى وبوابات الويب والتجارة الإلكترونيَّة وألعاب الهَاتِف المَحمُول وخدمات الإنترنت وأنظمة الدفع والهواتِف الذَكِيّة والألعاب متعددة اللاعبين عبر الإنترنت. وتشمل منتجاتها في الصين برامج المُرأسَلة الفورية كيو كيو ووي تشات، وموقع "QQ.com" إحدى أكبر بوابات الويب. كما تملك غالبية خدمات المُوسيقى العالميَّة «تينسنت ميوزك»، بأكثر من 700 ملْيُون مُستَخدم نشط و120 ملْيُون مشترك.
تجاوزت القيمة السوقية للشركة 500 مِلْيار دُولَار أمريكيّ في 2018، لتصبح أول شركة تكنولوجيّاً آسيوية تتجاوز هذه القيمة. وبرزت كواحدة من أكثر الشَّرِكَاتِ قيمة في آسيا، ومن أفضل شركات التِكنولوجيا فِي الْعَالم من حيثُ القيمة السوقية. وسُجلت «تينسنت» من أكثر الشَّرِكَاتِ ابتكارًا فِي الْعَالم. ولها حصص في أكثر من 600 شركة،  وتُركَّزَ مؤخرًا على الشَّرِكَاتِ التِكنولوجية الناشئة في آسيا.

## التَّاريخ

### 1998 إلى 2010: التأسيس والنمو
تأسَّست الشركة باسمِ شركة تينسنت (بالإنجليزية: Tencent Inc)‏ في نوفمبر 1998،  في جزر كايمان. وكان مؤسسوها ما هواتنغ وزهانج زهيدونج [الإنجليزية] وشو تشيني وتشن يدان [الإنجليزية] وتسنغ لي تشينغ  ووفرت تمويلها الأولي قبل أصحاب رؤوس الأموال. وفي فبراير 1999 أَصَدَرَت منتجها كيو كيو للمراسلة. وحققت الشركة أرباحاً في السنوات الثلاث الأولى، وفي 2001 اشترت «ناسبرز» حصّة 46.5 بالمائة منها،  (تملك 31.2 بالمائة منذُ 2018.). أُدرجت تينسنت القابضة المحدودة في بورصة هونج كونج في 16 يونيو 2004، وأضيفت كمخزون تأسيسي لمؤشر هانغ سنغ في عام 2008.
تجني الشركة دخلها الإعلانات ومن الرسوم الشهرية التي يدفعها المستخدمين المميزون لتطبيق «كيو كيو» مقابل الإضافات، وبحلول 2005 فرضت الشركة رسوم لاستخدام كيو كيو موبايل، وخدمة القيمة المضافة الخلوية الخاصّة به، وترخيص طابع البطريقُ الخاص به،  وبحلول 2008 كانت تينسنت تشهد نموًا في الأرباح من بيع السلع الافتراضيّة. وزادت عروضها بسرعة في عام 2007 و2008 من تراخيص الألعاب، وأنتجت «كروس فاير» و"دونجون فايتر اونلاين [الإنجليزية]" عبر مطوري الألعاب الكوريين الجنوبيين، وحالياً تنتج تينسنت ألعابها الخاصّة.
في 21 يناير 2011 أَطْلَقَت تينسنت تطبيق التواصل الاجتماعيّ وي شين (微信) والذّي يحمل العلَّأمة التجاريَّة وي شات حالياً، ويُعدُّ أقوى تطبيقات الوسائط الاجتماعيَّة فِي الْعَالم، نظرًا لتعدد وظائفه، ويستخدمه أكثر من مِلْيار مُستَخدم نشط شهريًا.

### 2011 إلى 2014: استثمارات مبكرة
في 18 فبراير 2011 أستحوذت تينسنت على 92.78 بالمائة من أسهم ريوت غيمز،  مطور ليغ أوف ليجيندز، مقابل حوالي 230 ملْيُون دُولَار أمريكي، وتملّك تينسنت مسبقاً 22.34 بالمائة من حقوق الملكيّة من استثمار سابق في 2008، وفي 16 ديسمبر 2015 باعت شركة ريوت غيمز أسهمها المُتبقية إلى تينسنت القابضة. واستحوذت تينسنت في يونيو 2012 على حصّة أقلية في إيبك غيمز، مطور امتيازاتٌ مثل «فورتنايت» و"أنريل [الإنجليزية]" و«غيرز أوف وور» و«إنفنتي بليد». وزادت تينسنت في عام 2013 حصَّتها في «كينج سوفت نيتوورك تيكنولوجي» إلى 18 بالمائة، وهي شركة تابعة لِشَرِكَة «كينج سوفت كوربوراشن»، وكانت تملك 15.68 بالمائة في الشركة من قبل، ورفعت حصَّتها باستثمار بقيمة 46.98 ملْيُون دُولَار أمريكي. شاركت تينسنت في انفصال أكتيفجن بليزارد عن فيفاندي كمستثمر سلبي في 2013،  وتمتلك الآن أقل من 4.9 بالمائة من الأسهم اعتبارًا من عام 2017. في 17 سبتمبر 2013 استثمرت تينسنت 448 ملْيُون دُولَار للحصول على حصّة أقلية في محرك البحث الصيني سوجو وهي شركة تابعة لِشَرِكَة سوهو.
في 15 يناير 2014 قَالَت تينسنت إنها ستستثمر 1.5 مِلْيار دُولَار هونغي كونغي (193.45 ملْيُون دُولَار أمريكي) في شركة الخدمات اللوجستيَّة والمستودعات شركة مدينة جنوب الصين الدولية للمواد الصناعية المحدودة [الإنجليزية] لتطوير أعمالها في مجال التجارة الإلكترونيَّة والخدمات اللوجستيَّة. وفي 27 فبراير 2014 اشترت تينسنت حصّة 20 في المائة في موقع تقييمات المطاعم والشراء الجماعي «ديانبينغ» مقابل 400 ملْيُون دُولَار. وفي 10 مارس 2014 اشترت حصّة 15 بالمائة في موقع التجارة الإلكترونيَّة الصيني جيه دي.كوم مقابل دفع جزء من قيمة الصفقة نقدًا وتسليم أعمالها في التجارة الإلكترونيَّة «بايباي دوت كوم» و«كيو كيو وانغو» وحصتها في «ييكسون» إلى «جيه دي دوت كوم»، للتنافس بشكلٍ أقوى أمام مجموعة علي بابا. وفي 22 مايو 2014 أُدرج جيه دي.كوم في بورصة نازداك، ووسعت تينسنت حصَّتها في الشركة إلى 17.43 بالمائة بعدَ استثمار مبلغ إضافي قدره 1,325 ملْيُون دُولَار أمريكي. وفي 27 مارس 2014 وافقت تينسنت على دفع حوالي 500 ملْيُون دُولَار مقابل حصّة تبلغ 28 بالمائة في «سي جي جيمز» في كوريا الجنوبيَّة. وفي 27 يونيو 2014 أشترت حصّة 19.9 بالمائة في موقع التجارة الإلكترونيَّة الصيني "58.com" مقابل 736 ملْيُون دُولَار. وَالتي رفعتها إلى 25 بالمائة في 17 أبريل 2015 بعدما اشترت أسهمًا إضافية بقيمة 400 ملْيُون دُولَار.
في 16 أكتوبر 2014 اشترت تينسنت حصّة 7 بالمائة في شركة تكنولوجيّا اليانَصِيب «لوتسي نيرجي تشاينا القابضة المحدودة» عبر فرعها المملوك بالكامل «بحيرة هونغتسه للاستثمار المحدودة»، مقابل 445.5 ملْيُون دولار هونج كونج (57.4 ملْيُون دُولَار أمريكي). وفي 23 أكتوبر 2014 عرضت تينسنت 145 ملْيُون دُولَار مقابل حصّة 10 في المائة في شركة كوداي غووو (بالإنجليزية: Koudai Gouwu)‏، وهي بوَّابة صينية للتسوق عبر الهَاتِف المَحمُول. وفي نوفمبر 2014 عقدت صَفقَة مع إتش بي أو تمنحها حقوقًا حصرية للتوزيع في الصين. وفي 9 ديسمبر 2014 أعلن تطبيق طلبات سيارات الأجرة الصيني «ديدي داتش» عن جمعة أكثر من 700 ملْيُون دُولَار في جولة تمويل بِقيادة شركة تينسنت وشركة الاِسْتِثْمَار السنغافوريَّة تيماسيك القابضة.

### 2015 إلى الوقت الحاضر: استثمارات مستمرة

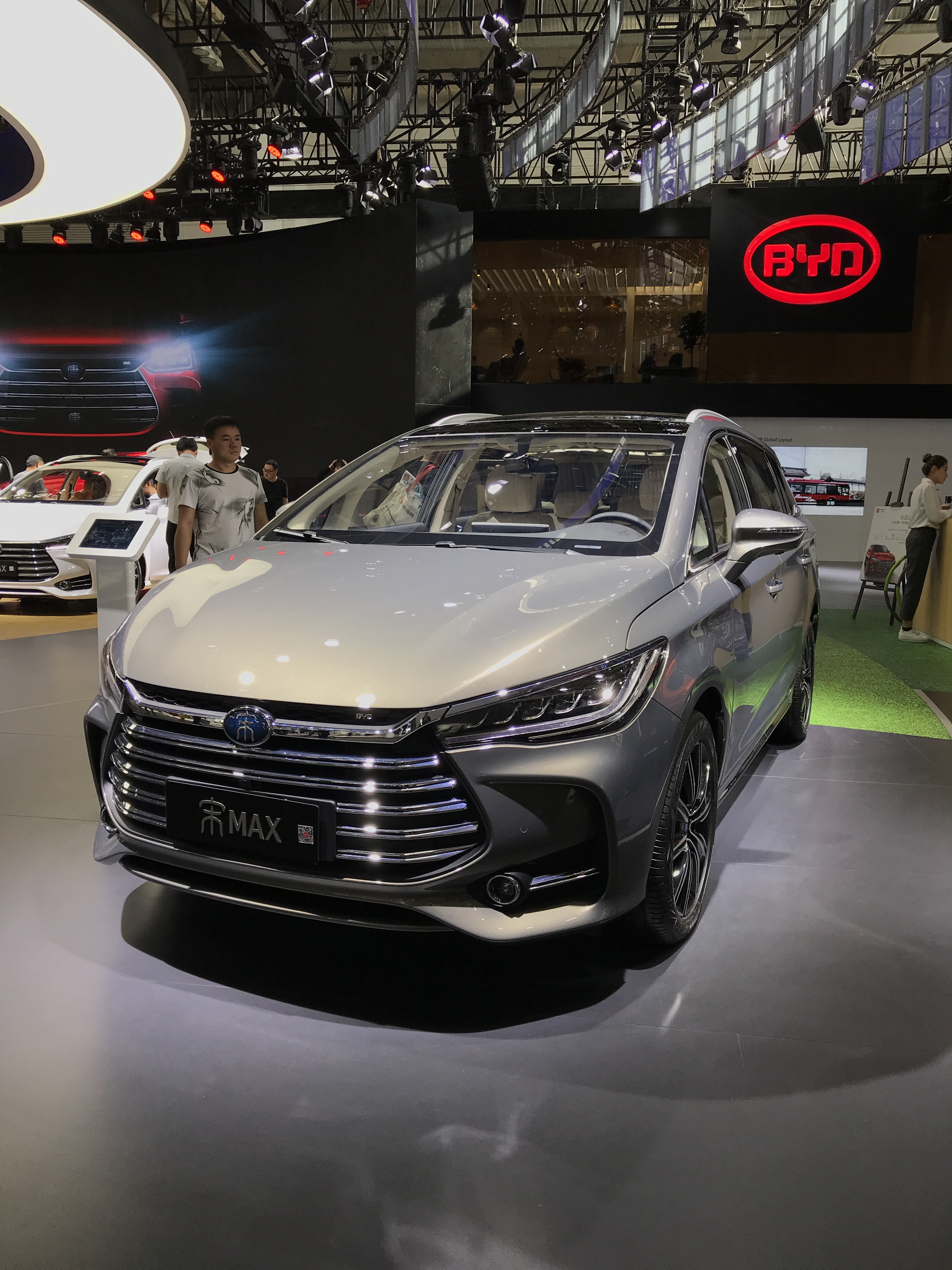
بي واي دي أوتو أحد الرعاة الرئيسيين لشركة تينسنت.

في يناير 2015 أَطْلَقَت تينسنت "وي بانك" وهو أول بنك عبر الإنترنت فقط في الصين،  وفي 30 يناير 2015 أَعلَنَت تينسنت توقيعها صَفقَة بقيمة 700 ملْيُون دُولَار أمريكيّ مع الرابِطَةُ الوطنيَّة لكرة السلة لبث مباريات كرة السلة الأمريكيَّة في الصين. وفي وقتٍ لاحقٍ من 2015 َأَصْبَحَت شركة صناعة السيَّارات الصينيَّة بي واي دي أوتو الراعي الرئيسيّ للشركة لبث إن بي إيه من تينسنت. وفي 21 يونيو 2016 أَعلَنَت تينسنت عن صَفقَة للاستحواذ على 84.3 بالمائة من سوبر سل مطور لعبة كلاش أوف كلانس بمبلغ 8.6 مِلْيار دُولَار أمريكي. وفي يوليو 2016 أستحوذت تينسنت على حصّة أغلبية في شركة المُوسيقى الصينيَّة. وفي 2016 أسست "شركة فيوتشر موبيليتي بالتعاونِ مع فوكسكون ومع تاجر السيَّارات الفاخرة "هارموني للطاقة الجديدة للسيّارات"، تهدف الشركة الجديدة لبيع السيَّارات الفاخرة ذاتية القيادة بالكامل في عام 2020. في 28 مارس 2017 اشترت حصّة 5 بالمائة في تيسلا موتورز مقابل 1.78 مِلْيار دُولَار أمريكي، ونجحت أَنظِمَة التحكم في السيَّارات في إجراء اختبار الاختراق حتَّى عام 2019. في مايو 2017 استخدم 770 ملْيُون شخص في وقتٍ واحد محرك البحث الصيني بايدو في "تحدٍ مباشر لَهُ" حسب ما أفادت "صحيفة فينانسيال تايمز".
في مايو 2017 تجاوزت تينسنت شركة ولز فارجو ودخلت قائمة أكبر 10 شركات فِي الْعَالم من حيثُ القيمة. وفي سياق آخر أبرمت تينسنت اتفاقية مع مجلس مدينة «ووهو» لبناء أول «مدينة رياضة إلكترونية» فِي الْعَالم، حيثُ تضم منتزهًا للرياضات الإلكترونيَّة وجامعة إي سبورتس ومنتزهًا ثقافيًا وإبداعيًا ومنتزهًا للرسوم المتحركةَ ومجمعًا إبداعيًا ومجتمعًا لريادة الأعمال التِكنولوجية ومركز بيانات تينسنت كلاود. وسيتم استخدام الموقع لتعليم وتهيئة لاعبي الرياضات الإلكترونيَّة في المُستقبل، واستضافة أحداث الرياضات الإلكترونيَّة الوطنيَّة والعمل كمحور لتطوير ألعاب تينسنت، وتمَّ التخطيط لإقامة منتزه آخر للرياضات الإلكترونيَّة في تشنغدو.
في يونيو 2017 أصْبَحَت تينسنت الشركة الثامنة في «قائمة براندز لأفضل 100 علامة تجاريَّة عالمية من حيثُ القيمة» ويُشير ذلك إلى تأثيرها المُتزايد عالميًا وإلى صعود العلّامات التجاريَّة الصينيَّة. وتجاوزتها شركة علي بابا باعْتِبارها الشركة الأكثر قيمة في آسيا حيثُ ارتفعت أسهمها بعدَ أن استضافت الشركة يوم المستثمر لعام 2017. في سياق آخر طورت تينسنت مساعد الصوت الخاص بها زوانج [الإنجليزية] وهي في خضم نقاش الاِستِحواذ على روفيو إنترتينمنت مطور أنغري بيردز. وقدمت تينسنت ميزة البرامج المصغرة التي تتيح لمستخدمي الهواتِف الذَكِيّة الوصول إلى تطبيقات الأجهزة المحمولة في جميع أنحاءِ العالم على وي تشات دون تنزيلها. وفي يوليو 2017 اشترت تينسنت حصّة 9 بالمائة في فرونتير دفلوبمنتس،  وهي مبتكر امتيازاتٌ «اليت: دانجروس» و«بلانت كوستر»، وطورت لعبة «رولركوستر تايكون» الإصدار الثاني والثالث. في أغسطس 2017 ارتفع سعر أسهم الشركة بنِسبَة 6.2 بالمائة في سوق الأوراق الماليَّة في هونج كونج، بعدَ إعلانها عن التقرير الماليّ للربع الثاني من عام 2016، وبلغت قيمتها السوقية 429 مِلْيار دُولَار أمريكي. وأصبحت تينسنت ثاني شركة آسيوية بعدَ مجموعة علي بابا تتجاوز قيمتها السوقية 400 مِلْيار دُولَار أمريكي. وأنشأت تينسنت تحالفًا لبرنامج القيادة الذاتية ذكاء اصطناعي الخاص بها، على غرار مَشْرُوع بايدو أبولو وجندت العديد من اللاعبين في صناعة السيَّارات. وتعاونت مع لوريال أكبر شركة مستحضرات تجميل فِي الْعَالم، لاستكشاف التَسوِيق الرقمي بموجب اتفاقية الشراكة التجاريَّة المُشتركة (JBP).
في نوفمبر 2017 كشفت تينسنت عن شرائها حصّة 12 بالمائة من شركة «سناب» في السوق المَفتوحة، وعن خططها لِلمُساعدة في إِنشاء سناب شات كمنصة ألعاب. وبلغت قيمة تينسنت السوقية حوالي 475 مِلْيار دُولَار، ولا زالت أكبر ناشر لألعاب الفِيديُو فِي الْعَالم من حيثُ الإيرادات، وفي نفس الشهر أَعلَنَت تينسنت أن عدد مستخدمي «وي تشات» النشطون شهرياً وصلوا إلى 980 ملْيُون مُستَخدم،  وتحدثت أنباء أن تينسنت خصصت مليارات الدولارات لتجميع محتواها الذي ينشئه المستخدمون في فهرس لمنافسة يوتيوب. وأصبحت الشركة أول شركة آسيوية تتخطى قيمتها السوقية 500 مِلْيار دُولَار أمريكي، متجاوزة فيسبوك لتدخل قائمة أكبر 5 شركات فِي الْعَالم.
في يناير 2018، تعاونت تينسنت مع ليغو غروب أكبر شركة ألعاب فِي الْعَالم، لتطوير ألعاب عبر الإنترنت بشكلٍ مُشْتَرَك وربما لإنشاء شبكة اجتماعيَّة تستهدف الْأَطْفَال. كما أَطْلَقَت أول متجر غير مأهول [الإنجليزية] في شانغهاي. وقادت تينسنت استثمارًا بقيمة 5.2 مِلْيار دُولَار أمريكيّ للحصول على أسهم مجموعة واندا التجاريَّة،  بالشراكة مع جيه دي.كوم، و«سناك» ومجموعة سونينغ، وتمَّ تغيير اسم واندا (بالإنجليزية: Wanda Commercial)‏ إلى مجموعة واندا للإدارة التجاريَّة (بالإنجليزية: Wanda Commercial Management Group)‏.‏  واشترت تينسنت حصّة أقلية تتراوح بين 5 إلى 10 بالمائة من شركة سكايدانس ميديا. وفي 23 يناير 2018 توصلت تينسنت إلى اتفاقية مع كارفور للتعاون الاستراتيجي في الصين.
في 15 أغسطس 2018 قَالَت تينسنت إن أرباحها انخفصت في الرُبع الثاني من 2018، لتنهي سلسلة نمو استمرت لأكثر من عقد من الزمن، وتراجعت مكاسب الاِسْتِثْمَار وأثرت الرقابة الحكوميَّة على أعمال الألعاب على أرباح الشركة. وتراجعت أسهمها بنِسبَة 3 بالمائة في التجارة الصباحية في هونغ كونغ وأنخفضت قيمتها السوقية ما يقرب من 50 مِلْيار دُولَار في ذلك الأسبوع.
في 6 سبتمبر 2018 وقَّعت لوكين كوفي اتفاقية تعاون استراتيجي مع تينسنت.
في أكتوبر 2019 بدأت تينسنت في إعادة المبالغ للعملاء بعدَ إلغاء بث مباريات الدوري الأمريكيّ لكرة السلة للمحترفين ردًا على تعليقات «داريل موري» المدير العام لنادي هيوستن روكتس على وسائل التواصل الاجتماعيّ دعم فيها الاحتجاجات في هونغ كونغ.

## الأحداث الأخيرة
أستحوذت تينسنت على خِدْمَة آي فليكس للفيديو عند الطلب الماليزيّة في 29 يونيو 2020.
في 6 أغسطس 2020 وقع الرئيس الأمريكيّ دونالد ترامب أمرين تنفيذيين، أولهما لحظر تطبيق تيك توك والمُعاملات ذات الصلة بشركة بايت دانس، خِلال 45 يومًا من توقيعه، ويُؤدِي ذلك لحظر تطبيق «تيك توك» فعليًا في الولايات المتَّحدة، والأمر الثاني خصص لتطبيق وي تشات والمُعاملات ذات الصلة بتينسنت، وأشترط الأمر التنفيذيّ استحواذ شركة أمريكيَّة على «تيك توك في الولايات المتَّحدة» لرفع الحظر، وهو ما تحدثت عنه مايكروسوفت علنًا، ومن غير المرجح أنَ يكون هُناك مشترين فوريين لتينسنت في الولايات المتَّحدة،  ولا يؤثر هذا الأمر على ملكية تينسنت في الشَّرِكَاتِ الأمريكيَّة مثل شركات ألعاب الفِيديُو التابعة لها.
في سبتمبر 2020 اتجهت تينسنت إلى سنغافورة كمحور لها في آسيا، لتنضم إلى منافسيها بايت دانس وعلي بابا لتعزيز وجودها بالقرب من الصين، بعيداً عن التعقيدات في الهند والولايات المتَّحدة.
في ديسمبر 2023 تكبدت شركة "تينسنت" في خسارة مقدارها " 54 مليار دولار" من قيمتها السوقية تقريباً نتيجة قيام الصين بمجموعة جديدة من التدابير التي تهدف لكبح الإنفاق والمحتوى في الألعاب الإلكترونية على الإنترنت وذلك وفقاً لبلومبرغ.

## المُنتجات والخدمات

### وسائل التواصل الاجتماعيّ
أَطْلَقَت تينسنت منتجها الأول والأكثر شهرة «تينسنت كيو كيو» في فبراير 1999،  وهي واحدة من أشهر مِنَصّات المُراسَلة الفورية المجانية في السوق المحليَّة. وبلغ عدد مستخدميها النشطين 647.6 ملْيُون مُستَخدم في 31 ديسمبر 2010، ممَّا جعلها أكبر مجتمع عبر الإنترنت فِي الْعَالم في ذلك الوقت، وفي بَعض الأحيان تتجاوز عدد حسابات كيو كيو المُرتبطة في وقتٍ واحد 100 ملْيُون حساب،  وفي 2006 فرضت الشركة رسوماً على رسائل الجوال.
أنشأت تينسنت أيضًا «كيو كيو انترناشونال» وهي النسخة الإنجليزيَّة من النسخة الصينيَّة، حيثُ تتيح الاتصال بحسابات البر الصيني الرئيسيّ، وهي متاحة لنظامي التشغيل ويندوز وماك أو إس. وفي 2005 أَطْلَقَت تينسنت خِدْمَة كيو زون [الإنجليزية] وهي خِدْمَة شبكات اجتماعيَّة ومدونات مدمجة في «كيو كيو»، وأصبحت واحدة من أكبر خدمات الشبكات الاجتماعيَّة الصينيَّة حيثُ بلغَ مستخدميها 645 ملْيُون مُستَخدم في 2014.
في 2011 أَطْلَقَت تينسنت تطبيق وي تشات،  للتواصل الاجتماعيّ والمُرأسَلة الصوتيَّة والنصية والتجارة،  ويُعدُّ أكثر تطبيقات الهَاتِف المَحمُول الاجتماعيَّة شعبية في الصين، معَ 902 ملْيُون مُستَخدم نشط يومياً.

### وسائل الترفيه

#### ألعاب الفِيديُو

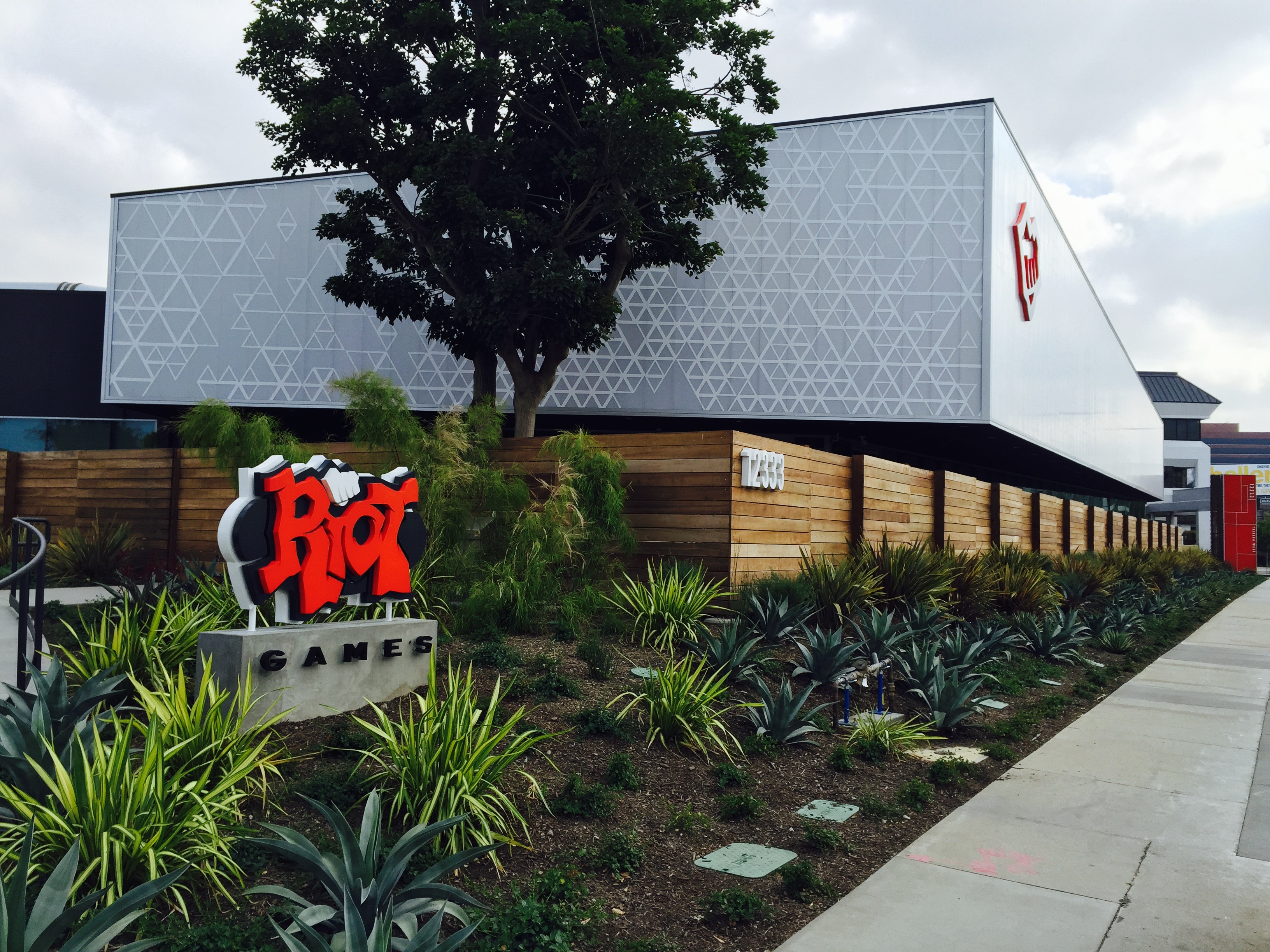
تعد ريوت غيمز شركة تابعة لتينسنت، وتشتهر بإنشاء ألعاب ساحة المعركة الجماعية متعددة اللاعبين عبر الإنترنت «ليغ أوف ليجيندز».

تينسنت جيمز هو قسم تأسس في 2003 للتركيز على الألعاب عبر الإنترنت ونشر ألعاب الفِيديُو في تينسنت التفاعليّة التفرفيهية،  وهو قسم بحد ذاته في تينسنت،  وتمتلك تينسنت جيمز أربعة استوديوهات داخلية لتطوير الألعاب، تنتج غالباً ألعاب متصفح وألعاب مَحمُولة حصرية بشكلٍ عام للسوق الصيني وهي:
- استوديوهات تيمي [الإنجليزية] ومقرها في شنجن
- «لايت سبيد آند كوانتوم ستوديو» (بالإنجليزية: Lightspeed & Quantum Studios)‏ في شنجن ولوس أنجلوس
- «استوديو أورورا» في شنغهاي، الصين
- «مورفن ستوديو» في شنتشن

أَصَدَرَت تينسنت أول ألعابها في 2004 بعنوان «كيو كيو تانج» على مِنَصّة التواصل الاجتماعيّ كيو كيو، وسُرعان ما تبعتها ألعاب كيو كيو البديلة مثل: «دونجون فايتر أونلاين» لعبة التمرير الجانبي عبر الإنترنت، و«كيو كيو فنتازي» لعبة ثنائية الأبعاد على الإنترنت تضم عناصر من الأساطير الصينيَّة، و«هونشيان» لعبة تقمص الأدوار ثلاثية الأبعاد عبر الإنترنت، و«كيو كيو سانغو» لعبة أدوار على الإنترنت تدور أحداثها خِلال حقبة الممالك الثلاث، و«كيو كيو هواشيا» لعبة تقمص الأدوار عبر الإنترنت، و«كيو كيو دانسر» لعبة رقص موسيقيَّة عبر الإنترنت توفر تفاعل «كيو كيو آي إم»، و«كيو كيو نانايمو» لعبة على الإنترنت «تدور» أحداثها في جزيرة صحراوية يحتفظ اللاعبون فيهام بمنازل وحيوانات أليفة، و«كيو كيو سبيد» لعبة سباق عبر الإنترنت، و«كيو كيو آر تو بيت» لعبة تزلج عبر الإنترنت، و«كيو كيو تانج» لعبة عارضة متقدمة مع طريقة لعب مستمدة من الأدب الصيني، و«كيو كيو بات» لعبة الحَيوانات الأليفة الافتراضيّة لسطح المكتب المُستندة إلى «كيو كيو آي إم».
في 2008 أنشأت تينسنت جيمز شركة تَطْوِير ألعاب الفِيديُو «لايت سبيد آند كوانتوم». وفي 2015 أَصَدَرَت تينسنت لعبة ساحة المعركة متعددة اللاعبين عبر الإنترنت بعنوان «أونر أوف كينجز» (王者荣耀) حصريًا للسوق الصينيَّة، وبحلول 2017 كانت اللعبة الأكثر شعبية والأكثر ربحًا فِي الْعَالم على الإِطلاق بِالإضافة إلى التطبيق الأكثر تنزيلًا على مستوى العالم. أَصَدَرَت تينسنت أيضًا نسخة دولية من «أونر أوف كينجز» باسمِ «أرينا أوف فالور» في عام 2017. في 2011 بدأت تينسنت في استضافة ألعاب متعددة اللاعبين عبر الإنترنت مثل "كول أوف ديوتي أونلاين [الإنجليزية]"، وَالتي تتكون من عناوين كول أوف ديوتي السابقة مع محتوى إضافي، بِالإضافة إلى لعبة «ليغ أوف ليجيندز»، التي تمتلكها الآن بالكامل. تمتلك تينسنت جزئيًا لعبة باتل رويال مثل «فورتنايت» و«لاعب غير معروف في ساحات القتال» و«الهروب من تاركوف»، وتملّك «رينغ أوف اليجيوم» بالكامل.
إبتداءاً من 2016 طورت تينسنت وَحدة تحكم لألعاب الفِيديُو وأطلق عليها اسم «تي جي بي» (مِنَصّة ألعاب تينسنت)، ويُطلق على «تي جي بي بوكس» اسم بليد، وهي وَحدة تحكم مدعومة من إنتل وتعمل بنظام ويندوز 10، وتستخدم وَحدة التحكم «تي جي بي» في مختلفِ الألعاب مثل «ليغ أوف ليجيندز» و«فيفا أون لاين 3» و«إن بي إيه تو كاي» و«مونستر هونتر» و«نيد فور سبيد» و«ببجي (لاعب غير معروف في ساحات القتال)»، وتأمل تينسنت في جلب ألعاب مطورة من طرف ثالث. وفي 22 نوفمبر 2017 دخلت تينسنت رسميًا في تعاون استراتيجي مع شركة ببجي وحصلت على حقوق حصرية لتشغيل «ببجي (لاعب غير معروف في ساحات القتال)» في الصين.
في أبريل 2017، كشفت تينسنت عن «وي جيم» وهي مِنَصّة ألعاب رائدة خاصَّة بها ستستضيف ألعاب وخدمات من جميع أنحاءِ العالم وتُوفر معلومات عن الألعاب والمشتريات والتنزيلات والبث المباشر والخدمات المجتمعيَّة، وتخلق نظامًا بيئيًا مفتوحًا للألعاب. وهي نسخة مطورة من مِنَصّة ألعاب تينسنت (تي جي بي) التي ينشط فيها أكثر من 200 ملْيُون مُستَخدم (مقارنة بـ 125 ملْيُون مُستَخدم في ستيم) وأجُريت فيها أكثر من 4.5 مِلْيار عملية تنزيل، وتُعتبر على نطاق واسع منافسًا مباشرًا لستيم. وسيتم تخصيص المنصة للمطورين واللاعبين العالميين، وستساعد المطورين في الترجمة، وستدعم مِنَصّة الألعاب كلاً من المستخدمين الصينيّين والعالميين من خِلال واجهة متجر واحدة، وصرحت تينسنت أن النِظَام الأساسي سيركز على أَجهِزَة الكُمبِيُوتَر والألعاب المُستقلَّة ولن يستضيف ألعاب الويب أو الأَجهِزَة المَحمُولة، وأنها ستقدم الدعم للشركات الصغيرة والمُستقلَّة. ووعدت الشركة بإطلاق عناوين تشمل ستارديو فالي وروكيت ليغ وبورتال نايتس وماينكرافت وسيتيز: سكاي لاينز، وهناك توقعات بأنَّ «وي جيم» ستنمو بشكلٍ ضخم وناجح عالميًا بسببِ تركيزها على المستخدمين الغربيّين، والقوّة الشرائية الهائلة للمستهلكين الآسيويين.
تخطط تينسنت لزيادة إيراداتها الإعلانية من خِلال الذكاء الاصطناعي والأزياء الافتراضيّة ذات العلّامات التجاريَّة في ألعاب الفِيديُو. وفي 18 مارس 2019 أَعلَنَت تينسنت أن شركتها الفرعيّة «استوديوهات تيمي» ستطور لعبة كول أوف ديوتي: موبايل،  وَالتي تم إصدارها لاحقاً في 1 أكتوبر 2019، وخلال أربعة أيام فقط من إصدارها حقَّقت إيرادات تجاوزت 2 ملْيُون دُولَار، وتمَّ تنزيلها 35 ملْيُون مرة.
تصدرت «ببجي موبايل» في نسختها الصينيَّة الرسم البياني العالميّ لألعاب الهَاتِف المَحمُول من حيثُ الإيرادات، حيثُ حقَّقت إجمالي مَبيعات بقيمة 232 ملْيُون دُولَار أمريكيّ في مارس 2020، ويعودَ ذلك إلى لجوء الكثير من الناس إلى الترفيه عبر الإنترنت خِلال وباء كوفيد-19، وقد صُنفت لعبة «أونر أوف كينجز» بأنَّها ثاني أعلى لعبة ربحًا على مستوى العالم بعدَ أن حقَّقت إيرادات بَلَغَت 112 ملْيُون دُولَار أمريكي.
تُعدّ لعبة «ببجي»  لعبة باتل رويال طورتها شركة "بلوهول" الكوريَّة، فيمَا عمِلَت تينسنت على تَطْوِير وتسويق نسختها المَحمُولة.
في يوليو 2020 أفادت بلومبيرغ نيوز أن شركتيّ سوني وتينسنت مهتمان بالمزايدة على شركة ليو الشركة الأم لديجيتال إكستريمس مطور وناشر وارفريم وأذلون جيمز ومالكة حقوق نشر ألعاب إس إن كي خارج اليابان وآسيا. وبحلول 11 ديسمبر أستحوذت تينسنت على شركة «ليو تكنولوجيز» وبالكامل في صَفقَة بَلَغَت 15 مِلْيار دُولَار أمريكي.

##### استثمارات
استثمرت تينسنت القابضة في عدد من ناشري ومطوري الألعاب غير الصينيّين منذُ حوالي عام 2018، بدءًا من أسهم الأقلية إلى السيطرة الكاملة على الشركة. من خِلال هذه الاِسْتِثْمَارات، تُعتبر تينسنت أكبر شركة لألعاب الفِيديُو فِي الْعَالم اعتبارًا من مارس 2018. ومن بين استثماراتها المَعْروفَةِ اعتبارًا من يناير 2021، ما يلي:
- اِستِحواذ كامل على كلّ من شركة ريوت غيمز المطور الأمريكيّ للعبتي فالورانت وليغ أوف ليجيندز، [165] وشركة النشر النرويجيَّة فنكوم، [166][167] وشركة ليو ومقرها هونغ كونغ الشركة الأم لديجيتال إكستريمس وسبلاش داماج ولها استوديوهات تَطْوِير ونشر أُخرى.[162][168] وشركة التطوير السويديَّة «شارك موب» التي تأسَّست في 2017 من قبل مطوري يوبي سوفت السَّابقين، وَالتي أستحوذت عليها تينسنت بالكامل في 2019.[169]

- ملكية 80 بالمائة في شركة قراندينغ قير قيمز [الإنجليزية] النيوزيلنديَّة، مطوّرة لعبة «باث أوف إيقزايل».[170][171][172]
- ملكية حوالي 84 بالمائة من شركة سوبر سل صانعة كلاش أوف كلانس وكلاش رويال.[173]
- ملكية 40 بالمائة من إيبك غيمز منتجة ومطورة لعبة فورتنايت.[174]
- ملكية 22.63 بالمائة من دونتنود للترفيه الفرنسيَّة.[175]
- ملكية 20 بالمائة من شركة التطوير والنشر اليابانيّة مارفيلوس مالكة جي-مود [الإنجليزية] ومعظم الملكيات الفكريَّة لداتا إيست بما فيها برغر تايم وجو آند ماك [الإنجليزية] وماجيكال دروب [الإنجليزية].‏[176]

- ملكية 18.6 بالمائة من شركة آي دريم سكاي الصينيَّة، التي تطور وتنشر ألعاب الهَاتِف المَحمُول للسوق الصيني.
- ملكية 17.66 بالمائة من شركة تَطْوِير الهواتِف المَحمُولة الكوريَّة الجنوبيَّة نتماربل.[177]
- ملكية ما يقرب من 15 بالمائة من شركة تَطْوِير ألعاب الجوّال الأمريكيَّة جلو موبايل.
- ملكية 13.54 بالمائة من شركة كاكاو الكوريَّة الجنوبيَّة، الشركة الأم لِشَرِكَة كاكاو جيمز.[178][179]
- ملكية 9 بالمائة من شركة «فرونتير دفلوبمنتس» في المملكة المتَّحدة.[180]
- ملكية 5 بالمائة من شركة «سنتري هواتونغ» الصينيَّة التي تدير ألعابًا طورتها فن بلاس [الإنجليزية].[181] وأصبحت تينسنت أحد المساهمين من خِلال استثمار في شركة شنقشو جيمز [الإنجليزية] التابعة لِشَرِكَة سنتري هواتونغ.[182]
- ملكية 5 بالمائة من الشركة الأمريكيَّة القابضة أكتيفجن بليزارد الشركة الأم لأكتيفجن وبليزارد إنترتينمنت وكينغ.
- ملكية 5 بالمائة من شركة النشر السويديَّة «بارادوكس إنتراكتيف».[183]
- ملكية 5 بالمائة من شركة يوبي سوفت الفرنسيَّة، قامت بشرائها من فيفاندي بعدَ مُحاوَلتها الفاشلة لشراء يوبي سوفت في مارس 2018.[184][185]
- ملكية 1.5 بالمائة من شركة "بلوهول" الكوريَّة الجنوبيَّة ناشرة ببجي (لاعب غير معروف في ساحات القتال).
- حصّة أغلبية في كلّ من الشركة السويسريَّة ميني كليب المُتخصِصة في تَطْوِير ألعاب الهَاتِف المَحمُول، [186] وشركة التطوير الكنديَّة كلي إنترتنمنت.[187]
- حصّة أقلية في كلّ من شركة التطوير الألمانيَّة ياغر لتطوير ألعاب الفيديو، [188] وشركة تَطْوِير ألعاب الهَاتِف المَحمُول الفرنسيَّة شركة فودو [الإنجليزية] [189]
- حصّة كبيرة في شركة «تشامبرس كولكتيف 10» السويديَّة مطورة لعبة GTFO. ‏[190]
- استثمار رأس المال في المطور الياباني بلاتينيوم غيمز.[191]

#### التلفزيون والسينما
في أبريل 2009، أَطْلَقَت تينسنت خِدْمَة «آي تي كيو كيو» (بالإنجليزية: iTQQ)‏ وهي خِدْمَة تلفزيونية تفاعلية ذكية فِي مَشْرُوع مُشْتَرَك معَ شركة تي سي إل.
في 2015 أَطْلَقَت شركة «تينسنت بيكتشرز» (بالصينية: 腾讯影业) لتوزيع وإنتاج الأَفْلامَ والكتب والكتب المصوَّرة والمُسلسلات المتحركةَ وألعاب الفِيديُو. وفي نفس العام أَطْلَقَت تينسنت وَحدة «تينسنت بنغوين بيكتشرز» للإنتاج، حيثُ تركز على الأعمال الدرامية عبر الإنترنت والاِسْتِثْمَار في الأَفْلامَ الروائية. وهي تابعة لوحدة أعمال الوسائط عبر الإنترنت في تينسنت وتعمل بشكلٍ وثيق معَ تينسنت فيديو.

#### كوميكس
في 21 مارس 2012 أَطْلَقَت تينسنت مِنَصّة «تينسنت كوميك» وَالتي َأَصْبَحَت أكبر مِنَصّة للرسوم المتحركةَ عبر الإنترنت في الصين.
في سبتمبر 2017 أَعلَنَت تينسنت عن خطط لتقديم الرسوم الهزلية الصينيَّة عبر الإنترنت إلى جميع أنحاءِ العالم، وأولها أمريكا الشمالية، بالشراكة معَ شركة «تاباس ميديا» للنشر الرقمي ومقرها سان فرانسيسكو، لإصدار عدد من العناوين الصينيَّة الشهيرة على الإنترنت باللغة الإنجليزيَّة.

#### موسيقى
في 2014 أبرمت تينسنت اتفاقيَّات توزيع حصرية في الصين معَ عدد من كبار منتجي المُوسيقى، بمن فيهم سوني للترفيه الموسيقي ووارنر ميوزك غروب وواي جي إنترتينمنت،  وفي 2017 وقَّعت صَفقَة معَ مجموعة يونيفرسال الموسيقية لبث موسيقاها في الصين، كما دخلت في شراكة معَ مجموعة علي بابا تخص مشاركة حقوق بثُّ المُوسيقى، وتهدف الصفقة لحماية خدمات البث المرخصة التي تقدم محتوى محمي بحقوق طبع ونشر صناعة الموسيقى، وتشجيع المزيد من المُوسيقى عالية الجودة والأصليَّة. وستحصل علي بابا من الصفقة على حقوق بثُّ المُوسيقى من شركات عالمية، لديها بالفعل صفقات حصرية معَ تينسنت، مقابل تقديمها حقوق متبادلة في كتالوج المُوسيقى الصينيَّة واليابانيّة.
في ديسمبر 2017 أتفقت تينسنت ميوزك إنترتاينمنت [الإنجليزية]‏ (TME) ذراع تينسنت الموسيقيَّة، وشركة سبوتيفاي على تبادل 10 بالمائة من حصصهما واستثمارها في المُوسيقى الخاصّة ببعضهما البعض،  وتشكيل تحالف في صناعة المُوسيقى وصفه رئيس تينسنت «مارتن لاو» بأنَّه «تعاون استراتيجي».
في أكتوبر 2019 توصلت تينسنت ميوزك [الإنجليزية] معَ سي دي بيبي [الإنجليزية] وتون كور لاِتِفاقِيَّة توزيع وبث المُوسيقى، تهدف لتمكين فناني المُوسيقى المُستقلين الذين يوزعون المُوسيقى عبر «سي دي بيبي» و«تون كور» من الوصول إلى سوق المُوسيقى الصينيَّة من خِلال خدمات تينسنت لبث المُوسيقى كيو كيو ميوزك [الإنجليزية] وكوغو [الإنجليزية] وكوو [الإنجليزية].
في مارس 2020 أستحوذت تينسنت على 10 بالمائة من حصّة فيفاندي في أكبر مجموعة موسيقيَّة فِي الْعَالم مجموعة يونيفرسال الموسيقية. وفي يونيو 2020 اشترت تينسنت 1.6 بالمائة من أسهم وارنر ميوزك غروب بعدَ طرحها العام الأولي في نفس الشهر.

#### بثُّ الفِيديُو
تملك تينسنت موقع تينسنت فيديو المخصص لبث الفِيديُو، وتتحكَّمُ في مِنَصّة البث المباشر هويا لايف [الإنجليزية] ولها حصص في مشغلي مِنَصّات البث المباشر للألعاب الصينيَّة الرئيسيَّة الأُخرى، بما فيها موقع دو يو [الإنجليزية] وكويشو وبيليبيلي. في مارس 2020 بدأت تينسنت في اختبار خِدْمَة «تروفو لايف» للبث مباشرةً للمستخدمين في أنحاءِ العالم. ومنذُ يونيو 2020 تمتلك تينسنت الخدمة الماليزيّة لتقديم الفِيديُو عند الطلب آي فليكس.

### التجارة الإلكترونيَّة
في سبتمبر 2005 أَطْلَقَت تينسنت موقع PaiPai.com بالصينيَّة وهو موقع مزاد تجارة بين عميل وآخر،  وأطلقت نِظَام دفع عبر الإنترنت مشابه لباي بال يدعى «تن باي»، ويُوفِرُ خدمات مدفوعات معاملات الشركات وبيع المُنتجات مباشرةً للعملاء والتجارة بين عميل وآخر.
بذلت تينسنت جهودًا كبيرة في مِنَصّات التجارة الإلكترونيَّة الخاصّة بها استجابة لهيمنة مجموعة علي بابا على سوق التجارة الإلكترونيَّة الصيني، ففي 10 مارس 2014 اشترت تينسنت حصّة 15 بالمائة في موقع التجارة الإلكترونيَّة الصيني جيه دي.كوم مقابل دفع جزء من قيمة الصفقة نقدًا وتسليم أعمالها في التجارة الإلكترونيَّة «بايباي دوت كوم» و«كيو كيو وانغو» وحصتها في «ييكسون» إلى «جيه دي دوت كوم»، بِالإضافة إلى شراء حصّة في موقع التجارة الإلكترونيَّة «58 دوت كوم». وسيحصل موقع جي دي.كوم على وصول حصري إلى منصتي وي تشات وموبايل كيو كيو وفقًا لهذه الاتفاقيَّة. في مايو 2014 َأَصْبَحَت جي دي أول شركة تجارة إلكترونيَّة صينية يتم إدراجها في بورصة نازداك ورمزها "JD".
في 31 ديسمبر 2015 أَعلَنَت جي دي توقفها عن دعم الخدمات على Paipai.com لعدم مقدرتها على التعامل معَ مشكلات السلع المزيفة، وأنها ستدمج فَرِيق «بايباي دوت كوم» في مِنَصّات التجارة الإلكترونيَّة الأُخرى خِلال فترة انتقاليّة مدتها ثلاثة أشهر، وأنها ستغلق موقع بايباي دوت كوم بالكامل بحلول 1 أبريل 2016. ولاحقاً أعادت «جي دي» إِطلاق موقع «بايباي دوت كوم» بجانب موقع «58 دوت كوم» المملوكان جزئيًا لِشَرِكَة تينسنت، بهدف التَّنافس في سوق التجارة الإلكترونيَّة المُستعملة ضدَّ خِدْمَة شيانيو المقدمة من علي بابا.
في عام 2017 أعلن أنَ تينست تعمل معَ بنك الشعب الصيني لتطوير مِنَصّة مركزية للدفع الفوريّ عبر الإنترنت.

### خدمية
في مارس 2006 أَطْلَقَت تينسنت محرك البحث "سوسو دوت كوم"،  وفي 1 أكتوبر 2012 كانَ الموقع الثالث والثَّلَاثُونَ في ترتيب المواقع الأكثر زيارة فِي الْعَالم، والحادي عشر في ترتيب المواقع الأكثر زيارة في الصين، بِالإضافة إلى الموقع الثامن الأكثر زيارة في كوريا الجنوبيَّة، وفقًا لموقع أليكسا إنترنت. وكانت تينسنت الشريك الصيني لجوجل في جوجل أدووردز. في سبتمبر 2013 أوقفت تينسنت «سوسو دوت كوم» واستثمرت في سوجو ووضعت بحث سوجو (بالإنجليزية: Sogou Search)‏ محرك البحث الرئيسيّ بدلاً من سوسو.
في 2008 أَصَدَرَت تينسنت «كيو كيو بلاير» وهو مشغل وسائط مجاني،  وأطلقت أيضًا «تينسنت ترافيلر» متصفح ويب يعتمد على ترايدنت، والذّي أَصْبَحَ ثالث أكثر المستعرضات استخداماً في الصين في 2008.
في 10 أبريل 2010 أَطْلَقَت تينسنت خِدْمَة تينسنت ويبو [الإنجليزية] للتدوين المصغر،  وفي يونيو 2011 أَطْلَقَت خِدْمَة موقع «تينسنت فيديو» لبث الفِيديُو.
أَطْلَقَت تينست أول مشاريعها في قوائم ومعلوماتٍ العقارات الدوليَّة بعنوان «كيو مكيو هايواي» بالشراكة معَ موقع العقارات الدوليّ الصيني «جواي دوت كوم»، وأعلنت عنه في القمة الإقليميَّة السنويَّة لتينسنت في بكين في 21 ديسمبر 2016.
في عام 2017 أَطْلَقَت تينسنت نِظَام درجة الائتمان الخاص بها المسمى «تينسنت كريدت» وهو نِظَام مشابه لنِظَام «سسمي كريدت» الذي تديره «مجموعة علي بابا».

### طبية
أنشأت تينست «وي شات للرعاية الصحيّة» و«تينسنت دكتور وورك» ونظام الذكاء الاصطناعي للابتكار الطبي (AIMIS)  كما تمَّ دمج «تينسنت دكتور وورك» معَ «تروستد دوكتورز» (بالإنجليزية: Trusted Doctors)‏.‏ 

### أُخرى
أنشأت تينسنت أول مِنَصّة لوكالات تأمين لها باسمِ «وي شور لتأمين الإنترنت المحدودة» للعمل مع شركات التأمين المحليَّة مثل بينج أن للتأمين. وفي أواخر أبريل 2017 أَعلَنَت تينسنت أنَّها تعمل لإطلاق نظارة الواقع الاِفتِراضِيّ الخاصّة خِلال العام.
ساعدت تينسنت في توفير 1.2 ملْيُون قناع وقائي للموظفين الطبيين الأمريكيين الذين يكافحون خِلال وباء كوفيد-19.
في 26 مايو 2020 أَعلَنَت تينسنت عن خططلها لاستثمار 500 مِلْيار يوان (70 مِلْيار دُولَار أمريكي) على مدى خمس سنوات لإنشاء بنية تحتية رَقمِيَّة جديدة، وهي مبادرة تقنية عالية من شأنها تعزيز جهود بكين لدفع الانتعاش الاقتصاديّ في حقبة ما بعدَ فيروس كورونا.
في يونيو 2020 كشفت تينسنت عن خططها لمشروع تَطوِير حضري أطلق عليهِ اسم «نت سيتي» تبلغ مساحته 21 ملْيُون قدم مربع، بحيث يعطي الأولويَّة للمشاة والمساحات الخضراء والمركّبات ذاتية القيادة، وسيشمل مكاتب الشَّرِكَاتِ ومدرسة وشققًا ومنشآت رياضية وحدائق ومساحات للبيع بالتجزئة.
في نهاية يونيو 2020، زادت تينسنت حصَّتها المُباشرة في «نيو» إلى 15.1 بالمائة بعدَ الاِستِحواذ على المزيد من اسمهما المدرجة في نيويورك، وأنفقت تينسنت 10 ملْيُون دُولَار لشراء 1.68 ملْيُون سهم إيداع أمريكيّ في وقتٍ سابق من الشهر، وفقًا لإيداع نيو الأخير لدى لجنة الأوراق الماليَّة والبورصات الأمريكيَّة. كما تسيطر مجموعة وسائل الإعلام الاجتماعيَّة والترفيه التي تتخذ من شنجن مقراً لها على حصّة أُخرى تبلغ 16 بالمائة في إي دي إس سيكيوريتيز التابعة لِشَرِكَة نيو من خِلال ثلاث من وحداتها، وكانت تينسنت ثاني أكبر مساهم في نيو من حيثُ حقوق التصويت بعدَ «لي بن» مؤسس شركة صناعة السيَّارات الذي يمتلك 13.8 بالمائة من الأسهم و47 بالمائة من حقوق التصويت، ولاحقاً أشترى «لي بن» كمية أُخرى من الأسهم ورفع حصّة شركته في نيو إلى 16.3 بالمائة.

## شؤون الشركة

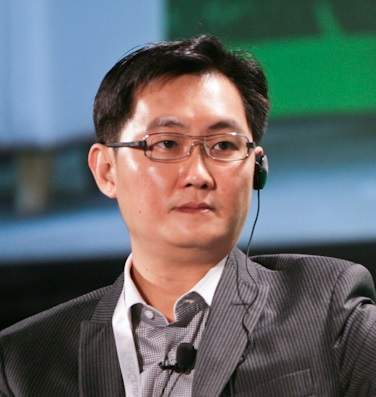
المؤسس المشارك الرئيسي لشركة تينسنت ما هواتنغ المعروف أيضًا باسم بوني ما، يشغل حاليًا مَنصِب الرئيس التنفيذيّ ورئيس مجلس الإدارة

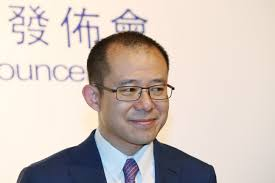
رئيس تينسنت "مارتن لاو" الذي ساعد في الاكتتاب العام الأولي للشركة بصفته مصرفيًا استثماريًا في بنك غولدمان ساكس.

تُعدّ شركة بروسس [الإنجليزية] أكبر مساهم في تينسنت حيثُ تمتلك 30.99 بالمائة من الأسهم، فيمَا تملك شركة ناسبرز أغلبية. ويمتلك المؤسِس المشارك لِشَرِكَة تنسنت «ما هواتينج» حصّة كبيرة.
يقع المقر الرئيسيّ لِشَرِكَة تينسنت حاليًا في قصر تينسنت بينهاي [الإنجليزية]، المعروف أيضًا باسمِ «أبراج تينسنت سي فرونت» الواقع في منطقة نانشان [الإنجليزية] في شنجن. ولها مكاتب في بكين وشنغهاي وتشنغدو وقوانغتشو.
يَتألَّف مجلس إدارة تينسنت من المؤسِس المشارك والرئيس التنفيذيّ ورئيس مجلس الإدارة ما هواتنغ (بوني ما)، والمدير التنفيذيّ مارتن لاو والمديرين غير التنفيذيين كوس بيكير [الإنجليزية] وتشارلز سيرل من شركة ناسبرز، ومديرين غير تنفيذيين مستقلين لي دونج شنغ، وإيان بروس، وإيان ستون، ويانغ سيوشون. يقدم الدعم لإدارة تينسنت من قسم الإستراتيجيَّة الذّي يوفر تحليلات الأعمال لأقسام الشركة الْمُخْتَلِفَةِ.

### الشَّرِكَاتِ التابعة
لِشَرِكَة تينسنت أربع شركاتٍ مَمْلُوكَة بالكامل للأجانب، ونحو عشرين شركة تابعة.
تينسنت التِكنولوجيا (شنتشن) المحدودة
هي شركة فرعيَّة متخصصة في تَطْوِير البرمجيات، يقع مَقَرها الرئيسيّ في اَلْمِنْطَقَة الجنوبيَّة من هاي تك بارك، شنجن، أنشأت الشركة الفرعيّة «متصفح تينسنت ترافيلر» وإصدارات «كيو كيو آي إم» الحديثة،  وبعض تطبيقات الجوال. كما حصلت على براءات اختراع متعلّقة بالرسائل الفورية والألعاب متعددة اللاعبين عبر الإنترنت.

## الأبحاث
في عام 2007 استثمرت تينسنت أكثر من 100 ملْيُون يوان صيني في إِنشاء معهد أبحاث تينسنت، والذّي أَصْبَحَ أول مركز أبحاث في الصين متخصص في تقنيات الإنترنت الأساسيَّة. تَقع مراكزه في بكين وشانغهاي وشنتشن.

## الخِلافات

### اِدِعاءات النسخ
تتشابه العديد من برامج وخدمات تينسنت بشكلٍ ملحوظ معَ برامج وخدمات الشَّرِكَاتِ المُنافسة، وقال مؤسس الشركة ورئيس مجلس إدارتِها بوني ما «النسخ ليس شرًا.»، وعلق «وانغ تشيدونغ» رئيس شركة سينا.كوم «بوني ما هو ملك سيئ السمعة في النسخ.»، وصرح جاك ما «إنَّ مشكلة تينسنت تكمن في افتقارها إلى الابتكار؛ فجميع منتجاتها منسوخة».

### مخاوف أمنية
قرَّرت شركات اختبار الأمان إي في كومباراتيفز [الإنجليزية] وإي في تيست [الإنجليزية] وفيروس بولتين [الإنجليزية] إزالة تينسنت من قوائم برامجها البيضاء في 2015، حيثُ وجدت أنَ تطبيقات تينسنت توفر مجالًا كبيراً لعمليات الاستِغلاَل، وأنَّ الشركة أجرت تحسينات عليها لِتَبْدُو أقل قَابِلِيَّة لِلاِستِغلاَل عند إختبارها، ولكنَّها في الواقع عكس ذلك. وكانت إعدادات البرامج مضرة بحماية المُستخدم عند استِخدامُها.
أُتهمت شركة كيهو 360 تكنولوجي الصينيَّة بالغش، وأتُهمت تينسنت بالتلاعب بالنِظَام لخداع برامج مكافحة البرمجيات الخبيثة.

### الشراكات الحكوميَّة
بمناسبة المؤتمر الوطني التاسع عشر للحزب الشيوعي الصيني، أَصَدَرَت تينسنت لعبة مَحمُولة بعنوان (بالإنجليزية: Clap for Xi Jinping An Awesome Speech)‏، حيثُ يكون لدى اللاعبين 19 ثانية لتوليد أكبر عدد ممكن من التصفيقات لزعيم الحزب. وفي أغسطس 2019 أفيد أنَ تينسنت تعاونت معَ دائرة الدعاية للحزب الشيوعي الصيني [الإنجليزية] وصحيفة الشعب اليومية لتطوير «ألعاب وطنية».
ذكر مقال نُشر في ديسمبر 2020 في مجلّة فورين بوليسي أنَ مصادر المخابرات الأمريكيَّة تعتقد بأنَّ شركة تنسنت تأسَّست برأس مال أولي من وزارة أمن الدولة، فيمَا نفت تينسنت هذا الادِعاء.

### الرقابة
تُتهم مِنَصّة وي تشات التابعة لتينسنت بمراقبة وحظر مقاطع فيديو تيك توك الحساسة سياسياً. وفي أبريل 2018 رفعت «دوين» دَعوَى قضائيَّة ضدَّ تينسنت متهمة إياها بنشر معلومات كاذبة ومضرة على مِنَصّة «وي تشات» الخاصّة بها، وطالبت بالاعتذار وبِتَعْوِيض قدره ملْيُون يوان صيني. وفي يونيو 2018 رفعت تينسنت دَعوَى قضائيَّة ضدَّ توتياو [الإنجليزية] و«دوين» في محكمة بكين، تتهمهما بتشوية تينسنت مرارًا وتكرارًا ونشر أخبار سلبية ألحقت الضرر بسمعتها، وطالبت بِتَعْوِيض رمزي بقيمة 1 يوان واعتذار علني. ورداً على ذلك قدمت توتياو شكوى في اليوم التالي ضدَّ تينسنت متهمة إياها بخوض منافسة غير عادلة، وطالبتها بِتَعْوِيض عن خسائر اقتصاديّة بقيمة 90 ملْيُون يوان.
ومع ذلك قال تيم سويني الرئيس التنفيذيّ ومؤسس إيبك غيمز «أنَ شركته لن تحذو حذوها وتعاقب الأشخاص للتعبير عن آرائهم»، على الرغم من أنَ تينسنت تمتلك 40 بالمائة من المساهمين في إيبك. وشدد على أنَ «هذا لن يحدث أبدًا في ساعتي بصفتي المؤسِس والرئيس التنفيذيّ والمساهم المسيطر»، وأنَّ إيبك هي شركة أمريكيَّة ممَّا يعني ضمنيًا أنَّها لن تساوم على روح حرية التعبير باسمِ التودد إلى السُلطات في الصين فقط لمحاولة تعظيم الأرباح.
في ديسمبر 2019 أمرت الحُكومة الصينيَّة تينسنت بتحسين قواعد بيانات المُستخدم الخاصّة بتطبيقاتها، وَالتي يعتبرها المُنظمون تنتهك قواعد الرقابة.
في يناير 2021 رفع مدعون في كاليفورنيا دَعوَى قضائيَّة ضدَّ شركة التِكنولوجيا الصينيَّة تينسنت، زاعمين أنَ تطبيق وي «تشات» يراقبهم.

## وصلات خارجية
- الموقع الرسمي